# Liste der denkmalgeschützten Objekte in Frauenstein (Kärnten)
Die Liste der denkmalgeschützten Objekte in Frauenstein enthält die 25 denkmalgeschützten, unbeweglichen Objekte der Gemeinde Frauenstein in Kärnten.

## Denkmäler
| Foto |                 | Denkmal | Standort                                                  | Beschreibung | Metadaten |
| ---- | --------------- | --- | --------------------------------------------------------- | --- | --- |
| ja   | Datei hochladen | Evang. Pfarrkirche A.B. mit Friedhof HERIS-ID: 53566 Objekt-ID: 61556                                                | Eggen 153 Standort KG: Dörfl                              | 1784 Bethaus aus Holz, 1854 durch schlichten, barockisierenden Steinbau ersetzt, 1855 geweihter dreigeschoßiger vorgestellter West-Turm mit Dreiecksgiebeln und achtseitigem Spitzhelm erst 1897/98 romanisierend errichtet, mit Rundbogenfriesen. Dreijochiges Langhaus, Pilastergliederung, Kreuzgratgewölbe. Niedrige, eingezogene Rundapsis. Hohe rundbogige Fenster. Klassizistischer Kanzelaltar, Westempore mit Orgelerker und Orgel aus der Bauzeit. | BDA-Hist.: Q15110538 Status: § 2a Stand der BDA-Liste: 2025-06-30 Name: Evang. Pfarrkirche A.B. mit Friedhof GstNr.: .153 Evangelische Pfarrkirche in Eggen, Frauenstein                                           |
| ja   | Datei hochladen | Kath. Filialkirche hl. Laurentius HERIS-ID: 54250 Objekt-ID: 62433                                                   | Lorenziberg Standort KG: Grasdorf                         | Die dem hl. Laurentius geweihte Kirche steht auf dem Lorenziberg oberhalb von St. Veit an der Glan. Sie wurde im Jahr 1330 erstmals urkundlich erwähnt. Das Gotteshaus ist ein kleiner spätgotischer Bau mit eingezogenem Chor. An der Westseite der Kirche befindet sich eine Vorlaube mit gemauerten Pfeilern. Der achtseitige Dachreiter am Übergang vom Langhaus zum Chor ist mit der Jahreszahl 1549 bezeichnet. Südseitig ist die Sakristei angebaut. Das Langhaus besitzt ein zweijochiges Kreuzgratgewölbe, westlich befindet sich eine dreiachsige gemauerte Empore, die Fenster sind spitzbogig. Der Chor ist einjochig mit 5/8-Schluss und hat ein Netzgratgewölbe aus der ersten Hälfte des 16. Jahrhunderts. | BDA-Hist.: Q17321645 Status: § 2a Stand der BDA-Liste: 2025-06-30 Name: Kath. Filialkirche hl. Laurentius GstNr.: .43 Filialkirche hl. Laurentius, Lorenziberg, Frauenstein                                        |
| ja   | Datei hochladen | Kath. Filialkirche hl. Margareta mit Friedhof HERIS-ID: 55001 Objekt-ID: 63468                                       | Treffelsdorf, Dorfstraße Standort KG: Grasdorf            | Urkundlich 1496 erwähnt. Schlichter, in der Anlage romanischer Bau mit Rundapsis. Vorgestellter gotisierender West-Turm 19. Jahrhundert. 1993 Außenrestaurierung. Langhaus zweijochig, kreuzgratgewölbt auf Pfeilervorlagen. Südliche Sakristei gotisch, kreuzgratgewölbt. Gotische Sakramentsnische; gotischer Taufstein. | BDA-Hist.: Q38063238 Status: § 2a Stand der BDA-Liste: 2025-06-30 Name: Kath. Filialkirche hl. Margareta mit Friedhof GstNr.: .77 Filialkirche hl. Margareta, Treffelsdorf (Frauenstein)                           |
| ja   | Datei hochladen | Wegkapelle HERIS-ID: 35491 Objekt-ID: 34257                                                                          | gegenüber Hunnenbrunn 34 Standort KG: Kraig               | Große barocke Wegkapelle, Mitte des 18. Jahrhunderts, oberhalb der alten Bundesstraße Sankt Veit-Friesach, mit glockenförmig geschwungenem Steinplattldach. Nach Süden durch breiten Rundbogen geöffnet, bemerkenswertes Schmiedeeisengitter mit Herzformen im unteren Bereich und oben „Kärntner Gitter“. Kreuzigungsgruppe mit Heiligen Maria, Johannes, Maria Magdalena, Johannes Nepomuk und Franz Xaver von Johann Pacher, Mitte des 18. Jahrhunderts im Verwahrung. | BDA-Hist.: Q37964641 Status: Bescheid Stand der BDA-Liste: 2025-06-30 Name: Wegkapelle GstNr.: .116 Wegkapelle Hunnenbrunn                                                                                         |
| ja   | Datei hochladen | Schloss Hunnenbrunn und Eckpavillon HERIS-ID: 24718 Objekt-ID: 21124                                                 | Hunnenbrunn, Schloßweg 2 Standort KG: Kraig               | Nach dem Ortsausgang von St. Veit an der Straße nach Friesach; auch Hungerbrunn genannt. Ursprünglich zur Herrschaft Kraig gehörig, 1570 bis 1619 im Besitz der Khevenhüller, anschließend vorwiegend St. Veiter Gewerken- und Bürgerfamilien. Derzeit als Landwirtschaftliche Schule vermietet. Kleines Renaissanceschloss des späten 16. Jahrhunderts. Zweigeschoßiger, rechteckiger Bau mit Rundtürmen an den Schmalseiten. Ursprünglicher Charakter durch verschiedene Renovierungen und moderne Zubauten stark beeinträchtigt. Barocker Eckpavillon im Süden des Geländes. | BDA-Hist.: Q15607019 Status: Bescheid Stand der BDA-Liste: 2025-06-30 Name: Schloss Hunnenbrunn und Eckpavillon GstNr.: .118/3, .119 Schloss Hunnenbrunn, Frauenstein                                              |
| ja   | Datei hochladen | Kath. Pfarrkirche hl. Johannes der Täufer mit Turm und Friedhof HERIS-ID: 54147 Objekt-ID: 62307                     | Kraig, Kirchweg Standort KG: Kraig                        | Die spätgotische Hallenkirche mit Dachreiter hat ein Renaissanceportal und eine Säulenvorhalle vom Ende des 16. Jahrhunderts. Neben spätbarocken Altären (Johann Pacher) und Kanzel zeichnet sich der Innenraum durch die mehr als 20 Grabplatten von Adeligen und Geistlichen aus. Zur Kirchenanlage gehört auch ein Wehrturm aus dem 15. Jahrhundert sowie Reste der wehrhaften Friedhofsmauer. | BDA-Hist.: Q1362782 Status: § 2a Stand der BDA-Liste: 2025-06-30 Name: Kath. Pfarrkirche hl. Johannes der Täufer mit Turm und Friedhof GstNr.: .6 Pfarr- und Propsteikirche hl. Johannes d. T., Kraig, Frauenstein |
| ja   | Datei hochladen | Ehem. Propstei HERIS-ID: 35796 Objekt-ID: 34597                                                                      | Kraig, Landesstraße 5 Standort KG: Kraig                  | Der Propsteihof ist ein zweigeschoßiges, im Kern gotisches Gebäude. Die Anlage besteht aus zwei im stumpfen Winkel aneinanderstoßende Wohntrakte sowie einen Wirtschaftstrakt. | BDA-Hist.: Q37967170 Status: Bescheid Stand der BDA-Liste: 2025-06-30 Name: Ehem. Propstei GstNr.: .8 Propsteihof Kraig                                                                                            |
| ja   | Datei hochladen | Wegkapelle hl. Ulrich, Aufbahrungshalle HERIS-ID: 54146 Objekt-ID: 62306                                             | Standort KG: Kraig                                        | Kleiner spätgotischer Bau des 15. Jahrhunderts mit eingezogenem quadratischem Altarraum und hohem spitzen Dachreiter. Steinplattldach. Spitzbogiges, profiliertes West-Portal. Tonnengewölbe mit Netzrippen, Altarraum kreuzrippengewölbt. | BDA-Hist.: Q38059738 Status: § 2a Stand der BDA-Liste: 2025-06-30 Name: Wegkapelle hl. Ulrich, Aufbahrungshalle GstNr.: .7 Kapelle hl. Ulrich, Kraig                                                               |
| ja   | Datei hochladen | Bildstock, Propsteikreuz HERIS-ID: 87729 Objekt-ID: 102156                                                           | Kraig/Landesstraße 9, bei Standort KG: Kraig              | Nischen-Bildstock des 16. Jahrhunderts, nördlich außerhalb der Ortschaft. Hoch aufragender sechseckiger Pfeiler. | BDA-Hist.: Q37721382 Status: § 2a Stand der BDA-Liste: 2025-06-30 Name: Bildstock, Propsteikreuz GstNr.: 395/2 |
| ja   | Datei hochladen | Ansitz Pörlinghof mit Hofmauern und Torbogen HERIS-ID: 58486 Objekt-ID: 69172seit 2013                               | Pörlinghof 3 Standort KG: Kraig                           | Südlich von Kraig gelegen. 1269 in Schenkungsurkunde Herzog Ulrichs III. und 1472 in urkunde Kaiser Friedrichs III. genannt. Von 1725 bis 1796 im Besitz des Zisterzienserklosters Viktring. Barockisierter zwei- bis dreigeschoßiger Schlossbau mit seichter Fassade; bemerkenswerte Parkanlage. | BDA-Hist.: Q38083672 Status: Bescheid Stand der BDA-Liste: 2025-06-30 Name: Ansitz Pörlinghof mit Hofmauern und Torbogen GstNr.: .82, 763, 764 Pörlinghof                                                          |
| ja   | Datei hochladen | Schloss Dornhof HERIS-ID: 35487 Objekt-ID: 34251                                                                     | Dornhof 1 Standort KG: Obermühlbach                       | Das Schloss ist ein einfacher, burgähnlicher Bau aus dem 15. Jahrhundert. In einem der beiden noch erhaltenen Ecktürme ist eine Schlosskapelle. | BDA-Hist.: Q15127600 Status: Bescheid Stand der BDA-Liste: 2025-06-30 Name: Schloss Dornhof GstNr.: .112 Schloss Dornhof, Frauenstein, Carinthia                                                                   |
| ja   | Datei hochladen | Schloss Frauenstein HERIS-ID: 35488 Objekt-ID: 34252                                                                 | Frauenstein 1 Standort KG: Obermühlbach                   | Das Schloss wurde im 16. Jahrhundert auf den Resten einer älteren Anlage gebaut und ist eines der am besten erhaltenen Beispiele für spätmittelalterlichen Burgbau in Kärnten. Bemerkenswert sind die Lauben- und Arkadengänge im Innenhof, Renaissancefelderdecken, das erhaltene Steinplattldach über dem alten Dachstuhl, ein Zirbenkabinett, ein Jägerzimmer mit barocken Wandmalereien und die Schlosskapelle. | BDA-Hist.: Q2241015 Status: Bescheid Stand der BDA-Liste: 2025-06-30 Name: Schloss Frauenstein GstNr.: .4, .5, .6, .8, 63 Schloss Frauenstein, Carinthia                                                           |
| ja   | Datei hochladen | Burgruine Freiberg HERIS-ID: 35489 Objekt-ID: 34253                                                                  | Grassen 7 Standort KG: Obermühlbach                       | Die Reste der Burg finden sich auf einem Felskegel über dem Glantal unweit von Frauenstein. Urkundlich 1181 als castrum Vrieberch erstmals erwähnt, war Freiberg ab Ende des 12. Jahrhunderts die Hauptburg der Kärntner Herzöge. Von 1307 wurde sie von Otto Graf von Görz zum Hauptwohnsitz erwählt, diente aber schon bald nur noch als Pfandobjekt und verfiel allmählich. Wahrscheinlich schon im 15. Jahrhundert verlassene Ruine, wurde sie im Jahr 1533 nur noch als „öder Turm“ bezeichnet. Zwei noch erhaltene Bergfriede deuten an, dass es sich bei der weitläufigen Anlage um eine Doppelburg gehandelt könnte. Ebenfalls erhalten sind die Reste der Burgkapelle. | BDA-Hist.: Q4998496 Status: Bescheid Stand der BDA-Liste: 2025-06-30 Name: Burgruine Freiberg GstNr.: .76, 660/2, 88 Burgruine Freiberg                                                                            |
| ja   | Datei hochladen | Burgruine Neukraig, Hochkraig, Niederkraig mit Johannes-Nepomuk-Kapelle HERIS-ID: 35490 Objekt-ID: 34254             | nördlich und westlich Grassen 1 Standort KG: Obermühlbach | Ruinen der Kraiger Schlösser Hochkraig und Neu- bzw. Niederkraig, am Südhang des Kraiger Bergs über einer Terrasse nördlich von Sankt Veit. Die Herren von Kraig wurden urkundlich erstmals 1091 genannt, und stellen Anfang des 13. Jahrhunderts Truchsesse, im 15. Jahrhundert Landeshauptleute von Kärnten. 1558 sind die Schlösser im Besitz der Grafen Hardegg, 1591 der Khevenhüller. Nach 1629 wechseln die Besitzerfamilien, seit 1822 gehören die Ruinen mit den umliegenden Wäldern der Familie Goëss. Beide Anlagen sind seit dem 17. Jahrhundert mehr oder weniger dem Verfallen preisgegeben, seit 1998 werden Sicherungs- und Sanierungsmaßnahmen durchgeführt. | BDA-Hist.: Q16319649 Status: Bescheid Stand der BDA-Liste: 2025-06-30 Name: Burgruine Neukraig, Hochkraig, Niederkraig mit Johannes-Nepomuk-Kapelle GstNr.: .17, .19, .20, .18 Ruinen der Kraiger Schlösser        |
| ja   | Datei hochladen | Pfarrhof HERIS-ID: 54367 Objekt-ID: 62614                                                                            | Obermühlbach 1 Standort KG: Obermühlbach                  | Südlich der Pfarrkirche, im Verband der ehemaligen Wehranlage. Im Kern gotischer zweigeschoßiger Bau, später mehrfach umgestaltet. Arkadengang an der Hofseite. An der östlichen Arkadenmauer die römerzeitliche Grabinschrift für die Einheimischen Quartus, Citata und Lupa, gestiftet von Privatus (CIL III 4958 = 11523). | BDA-Hist.: Q38060628 Status: § 2a Stand der BDA-Liste: 2025-06-30 Name: Pfarrhof GstNr.: .67 Pfarrhof Obermühlbach                                                                                                 |
| ja   | Datei hochladen | Kath. Pfarrkirche hl. Georg mit Kirchhof HERIS-ID: 54368 Objekt-ID: 62615                                            | Obermühlbach 70 Standort KG: Obermühlbach                 | Von einer bis zu drei Meter hohen ehemaligen wehrhaften Friedhofsmauer umgeben. Urkundlich 1131; 1072 (?) als Gurker Urpfarre. Mittelgroßer, gotischer Bau des 15. Jahrhunderts, barockisiert. 1998 Restaurierung. Anstelle des ehemaligen gotischen Turms barocke Sakristei (Mauerreste oberhalb der Sakristei). Mächtiger, vermutlich barocker West-Turm nach 1759 verändert; auf vier Pfeilern der Fassade vorgestellt, vier Turmgeschoße mit Blendfenstern und Putzdekor. Langhaus und Chor kaum voneinander abgesetzt; Chor mit Strebepfeilern. Steinplattldach. Neben dem West-Eingang Nische mit gotischem Gitter. In der westlichen Außenmauer zahlreiche Spolien römerzeitlicher Grabbauten mit pflanzlichen und figuralen, jedoch stark zerstörten Reliefs, darunter vermutlich eine Attis- und eine Mänadendarstellung (CSIR II/4, 306, 322) sowie ein Pilaster mit Akanthusrelief (CSIR II/5, 504). In der Außenmauer des Chorschlusses zwei Grabbaureliefs mit Dienerdarstellungen, davon links ein Schreiber (CSIR II/3, 275, 244). Opus spicatum.                                                                  | BDA-Hist.: Q38060640 Status: § 2a Stand der BDA-Liste: 2025-06-30 Name: Kath. Pfarrkirche hl. Georg mit Kirchhof GstNr.: .70 Pfarrkirche hl. Georg, Obermühlbach                                                   |
| ja   | Datei hochladen | Mit Wandmalereien versehener Teil der Ostfassade d. ehem. Hammerwerkes (Mautmühle) HERIS-ID: 87779 Objekt-ID: 102213 | Pfannhof 2 Standort KG: Pfannhof                          | An der Ostwand über dem Portal der Mühle Sgraffitomalerei: zwei Allianzwappen, dahinter ein Engel als Schildhalter, Jahreszahl 1580, eingefasst von spätrenaissancezeitlicher Rahmung. | BDA-Hist.: Q37721979 Status: Bescheid Stand der BDA-Liste: 2025-06-30 Name: Mit Wandmalereien versehener Teil der Ostfassade d. ehem. Hammerwerkes (Mautmühle) GstNr.: .11 Mautmühle, Pfannhof 2, Frauenstein      |
| ja   | Datei hochladen | Schlossruine Pfannhof HERIS-ID: 35493 Objekt-ID: 34260                                                               | nordwestlich Pfannhof 2 Standort KG: Pfannhof             | In der Talniederung des Wimitzbaches. Urkundlich 1346 erwähnt. Das in der zweiten Hälfte des 15. Jahrhunderts errichtete, um 1580 im Sinne der Renaissance erweiterte und erneuerte Schloss (einst mit gekuppelten Renaissancefenstern, Sgraffito-Malerei um das Hauptportal und spätgotischen Holzdecken ausgestattet) seit 1930 im Verfall. | BDA-Hist.: Q37964662 Status: Bescheid Stand der BDA-Liste: 2025-06-30 Name: Schlossruine Pfannhof GstNr.: .10 Schlossruine Pfannhof                                                                                |
| ja   | Datei hochladen | Kath. Pfarrkirche Hl. Dreifaltigkeit am Gray mit Friedhof HERIS-ID: 53529 Objekt-ID: 61512                           | Dreifaltigkeit 1 Standort KG: Schaumboden                 | Die Wallfahrtskirche ist die einzige Blockbaukirche Kärntens; Ende des 18. Jahrhunderts wurde sie um gemauerten Chor und Sakristei erweitert. Das farbenfrohe Innere (bäuerliche Tapetenmalerei) ist barock bzw. neobarock eingerichtet. Vier Statuen werden Johann Pacher zugeschrieben. | BDA-Hist.: Q1339507 Status: § 2a Stand der BDA-Liste: 2025-06-30 Name: Kath. Pfarrkirche Hl. Dreifaltigkeit am Gray mit Friedhof GstNr.: .1 Holy Trinity Church (Frauenstein, Kärnten)                             |
| ja   | Datei hochladen | Pfarrhof HERIS-ID: 53528 Objekt-ID: 61511                                                                            | Dreifaltigkeit 4 Standort KG: Schaumboden                 | Der Pfarrhof ist ein eingeschoßiger Bau mit Schindeldach vom Ende des 18. Jahrhunderts. | BDA-Hist.: Q38057465 Status: § 2a Stand der BDA-Liste: 2025-06-30 Name: Pfarrhof GstNr.: .2 |
| ja   | Datei hochladen | Gutshof Gieselhof HERIS-ID: 58481seit 2022                                                                           | Frauenstein 5 Standort KG: Schaumboden                    | | BDA-Hist.: Q112960001 Status: Bescheid Stand der BDA-Liste: 2025-06-30 Name: Gutshof Gieselhof GstNr.: .163 |
| ja   | Datei hochladen | Burgruine Nußberg HERIS-ID: 35492 Objekt-ID: 34259                                                                   | Nußberg 4 Standort KG: Schaumboden                        | Urkundlich 1148 erwähnt. Im 14. Jahrhundert an die Värber auf Frauenstein, im 16. Jahrhundert Welzer von Eberstein. Ausgedehnte Anlage aus dem 15. und 16. Jahrhundert um einen annähernd rechteckigen Hof. Ausgebaut und für Wohnzwecke genutzt. Gewölbe der Erdgeschoßräume z. T. erhalten, und darüber aufgehendes Mauerwerk. Im Süden Zwingmauer und Halsgraben. Rechts des Haupttores zwei römerzeitliche Inschrift-Fragmente eingemauert (CIL III 6510, 6511). | BDA-Hist.: Q17310642 Status: Bescheid Stand der BDA-Liste: 2025-06-30 Name: Burgruine Nußberg GstNr.: .170 Burgruine Nussberg                                                                                      |
| ja   | Datei hochladen | Kath. Filialkirche hl. Oswald HERIS-ID: 54351 Objekt-ID: 62593                                                       | Nußberg Standort KG: Schaumboden                          | Der Kirchturm dieser Filialkirche stammt noch vom gotischen Vorgängerbau, Langhaus und Chor wurden 1739 neu errichtet und barock eingerichtet. Oratorien mit schmiedeeisernen Gitterbrüstungen. Am barocken Hauptaltar (Johann Pacher) bemerkenswerte Schnitzfiguren. | BDA-Hist.: Q15116724 Status: § 2a Stand der BDA-Liste: 2025-06-30 Name: Kath. Filialkirche hl. Oswald GstNr.: .146 Kirche St. Oswald (Nußberg)                                                                     |
| ja   | Datei hochladen | Ruine Schaumburg HERIS-ID: 46519 Objekt-ID: 48607                                                                    | bei Schaumboden 2 Standort KG: Schaumboden                | Im Tal, oberhalb der Mühle Trotter gelegen. Von der um 1200 genannten Burg nur mehr die vier bis sechs Meter hohen Reste des runden, starkwandigen, an einem Felsabsturz errichteten Turms um 1200 erhalten. Vom nördlichen Wohnbau, dem ältesten Burggebäude nördliche Außenmauer bis zu einer Höhe von zirka 3,5 Meter erhalten. Die Burg, ein reiner Wehrbau, bestand nur aus zwei Gebäuden, dazwischen ein geräumiger rechteckiger Hof. | BDA-Hist.: Q17325982 Status: Bescheid Stand der BDA-Liste: 2025-06-30 Name: Ruine Schaumburg GstNr.: .171, 1365 Ruine Schaumburg                                                                                   |
| ja   | Datei hochladen | Kath. Pfarrkirche hl. Nikolaus mit Friedhof HERIS-ID: 54943 Objekt-ID: 63385                                         | Steinbichl 57 Standort KG: Steinbichl                     | Urkundlich 1412, Pfarre 1435. Kleiner, frühgotischer, im Kern romanischer Bau mit spätgotischem Altarraum. Steinplattldach. An der Chor-Süd-Seite mächtiger gotischer Sakristeiturm mit Pyramidendach und Eckquaderdekor. 1993 Restaurierung. Wiederherstellung der spätgotischen Architekturpolychromie (gemaltes spätgotisches Maßwerkfries). 1994 Gesamtrestaurierung. 1997 Freskensicherung. Spätgotisch profiliertes West-Portal, Tür mit Eisenbeschlägen. Gemalter Maßwerkfries an der Schiff-Süd-Wand erhalten. An der Langhaus-Nord-Wand bemerkenswertes Christophorusfresko, bezeichnet 1533, Stifterwappen der Kaltenhauser. Schiff ursprünglich flach gedeckt, im frühen 16. Jahrhundert dreijochig kreuzrippengewölbt, südlich über vorgelegten Pfeilern, nördlich auf Konsolen. Dreiachsige Westempore auf schlanken achtseitigen Pfeilern, an der Brüstung gratiges Blendmaßwerk, Holzempore vorgezogen. Spitzbogiger, eingezogener Triumphbogen. Chor zweijochig mit 5/8-Schluss, Netzrippengewölbe zweite Hälfte 15. Jahrhundert. Spätgotisches Sakristeiportal mit Eisenplattentür. Im Chor drei Maßwerkfenster. | BDA-Hist.: Q38062938 Status: § 2a Stand der BDA-Liste: 2025-06-30 Name: Kath. Pfarrkirche hl. Nikolaus mit Friedhof GstNr.: .57 Pfarrkirche hl. Nikolaus, Steinbichl (Frauenstein)                                 |